# Lézard rouge

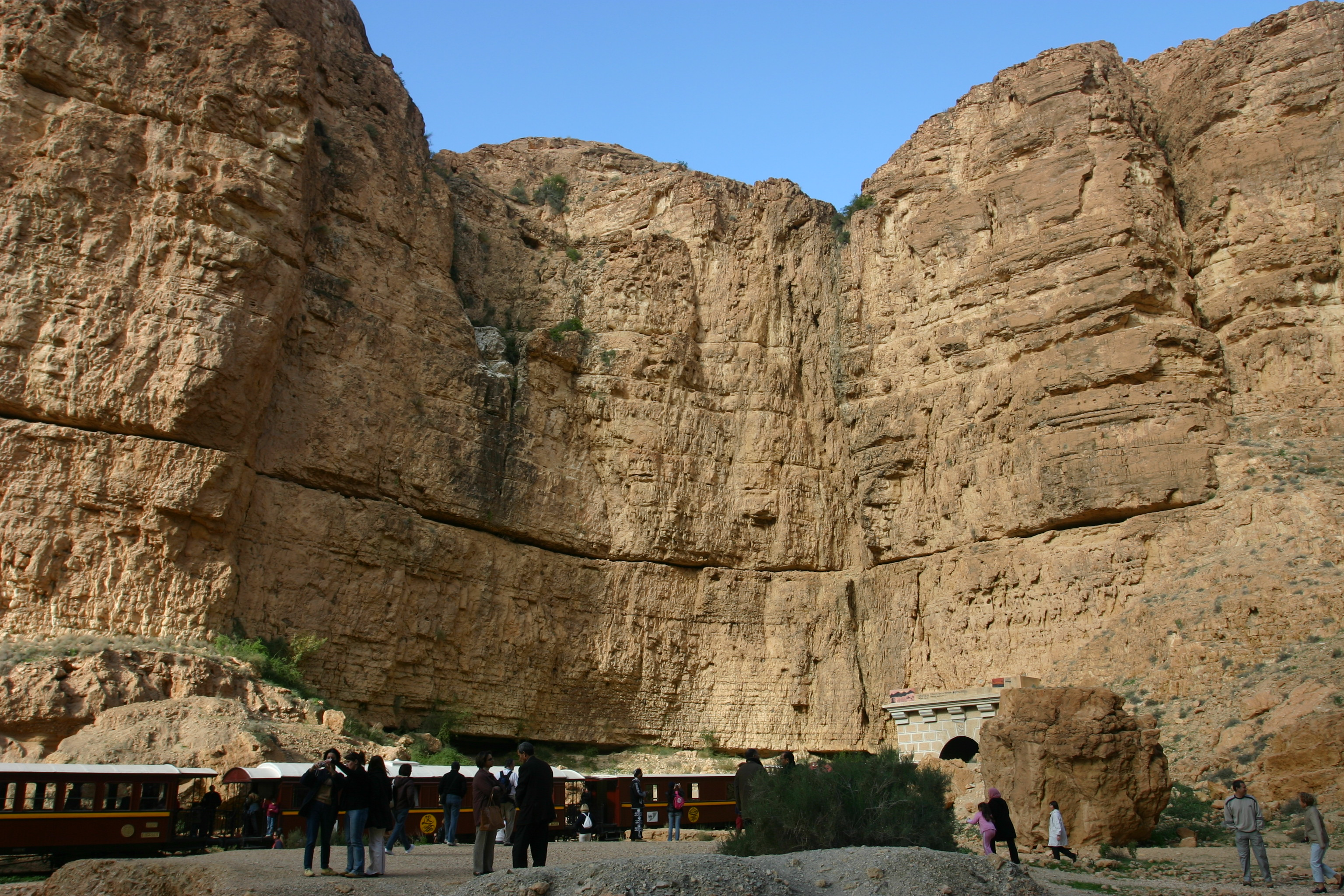
Train à l'arrêt devant l'une des parois des gorges de Selja.

Le Lézard rouge est un train touristique de Tunisie parcourant les gorges de Selja, un canyon aux parois abruptes au centre duquel coule l'oued Selja. Le départ se fait à la gare de Métlaoui (ville située entre Tozeur et Gafsa) dans le centre-ouest du pays, le train parcourant ensuite 43 kilomètres sur une portion empruntée par les trains miniers évacuant les phosphates.

## Histoire

Carte du tracé entre Métlaoui et Redeyef avec les gorges de Selja marquées en rouge.

Construit aux ateliers de Louvain (Belgique) en 1910, par la société Dyle et Bacalan (France), ce train est à l'origine réservé au transport du bey de Tunis et de sa cour. Il est alors composé d'une voiture pour le bey, d'une voiture pour la cour, d'une voiture-restaurant et de deux fourgons accueillant les bagages. La voiture beylicale est transformée dans les ateliers de la Compagnie fermière des chemins de fer tunisiens à Sidi Fathallah, en 1922, en vue de son adaptation au réseau tunisien à voie métrique.
Ainsi qu'il sied à un véhicule royal, son aménagement et sa décoration sont d'une richesse, d'un confort et d'un raffinement extrêmes : boiseries, velours grenat, marqueterie, revêtements de sol et cuivre l'inscrivent dans la ligne des grands trains du début du XXe siècle tels que l'Orient-Express, le Train bleu ou l'Étoile du nord. 
Durant son illustre carrière, le train sert aux trois derniers souverains husseinites (Ali Ier Pacha, Moncef Bey et Lamine Bey) ainsi qu'à de nombreuses personnalités étrangères hôtes de la Tunisie. Symbole d'une époque révolue et supplanté par la voiture individuelle, d'un usage plus discret, le train beylical se trouve remisé sur une voie de garage pendant de longues années.
Ce n'est qu'en avril 1974 que, sous l'appellation de Lézard rouge, il reprend du service à la suite d'une convention conclue entre la Société nationale des chemins de fer tunisiens (SNCFT) et la société Transtours qui l'affecte, pendant une courte période, à la desserte d'un circuit touristique entre Tunis et Tozeur avec une halte à El Jem pour permettre aux passagers la visite de son amphithéâtre. Après une révision technique et un réaménagement, le Lézard rouge est à nouveau remis en circulation en 1984 et exploité de manière intensive mais, cette fois, sur le tronçon du réseau reliant Métlaoui à Redeyef (construit entre 1906 et 1907), un circuit traversant les gorges de Selja.

## Train

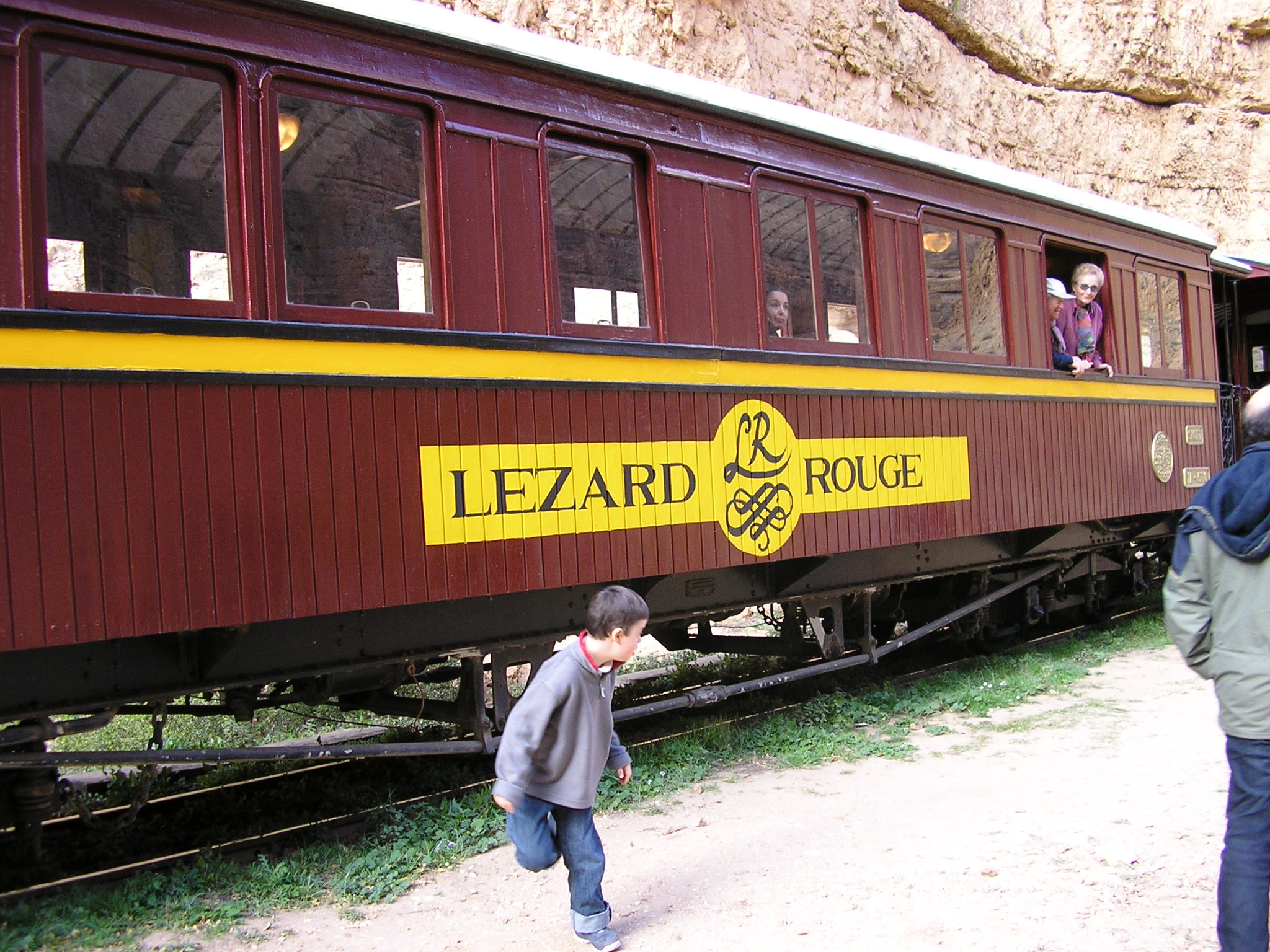
Wagon du Lézard rouge.

Une locomotive Diesel tracte une rame composée de six voitures peintes en un rouge royal, munies d'un bandeau jaune or souligné de noir qui court le long de ses flancs où les noms de Lézard rouge et de train touristique sont inscrits en arabe et en français de chaque côté, tandis que le sigle de la SNCFT est gravé dans une plaque de bronze.
Le train touristique se compose d'une voiture-salon, d'une voiture-bar et de quatre voitures confortables dont deux de première classe.

## Informations pratiques
Le train, d'une capacité de 116 places, accueille les passagers en gare de Métlaoui. Il les conduit à la découverte des gorges de Selja (canyon inaccessible en temps normal) en 1 h 45 environ. L'adjonction de wagons supplémentaires ainsi que l'organisation d'un simulacre d'attaque du train, à la façon de Lawrence d'Arabie, peuvent être proposées aux groupes de touristes.
Il reprend son service le 21 décembre 2011 après une interruption de presque une année en raison de la baisse de l'activité touristique.